# Nance O'Neil
Pour les articles homonymes, voir O'Neil.
Nance O'Neil (également Nancy O'Neil) est une actrice américaine de théâtre et de cinéma muet née à Oakland le 8 octobre 1874 et morte à Englewood le 7 février 1965.

## Biographie
Née Gertrude Lamson, elle décide de devenir actrice, ce que dénonce son père, très religieux, à l'église, en demandant à la communauté de prier pour elle. Elle s'installe en Australie au début de sa carrière et y devient une star. Elle aurait eu des relations avec Lizzie Borden.

## Filmographie partielle

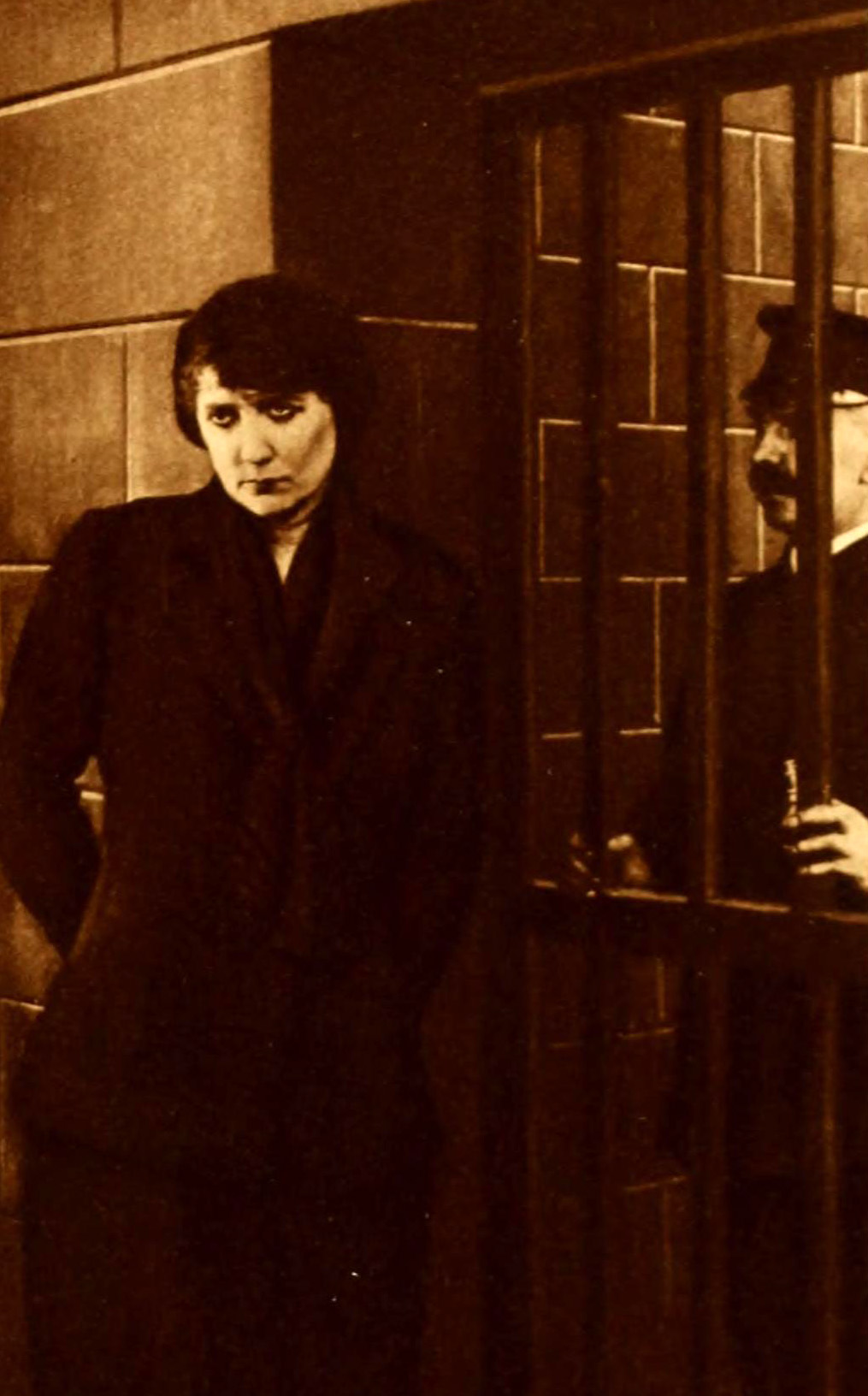
The Toilers (1916).

- 1913 : The Count of Monte Cristo : Mercedes
- 1929 : His Glorious Night de Lionel Barrymore : Eugenie
- 1930 : The Eyes of the World de Henry King : Myra
- 1930 : The Lady of Scandal de Sidney Franklin
- 1930 : Femmes de luxe (Ladies of Leisure) de Frank Capra : Mme Strong
- 1930 : The Florodora Girl de Harry Beaumont
- 1930 : Le Chant du bandit (The Rogue Song) de Lionel Barrymore : Princesse Alexandra
- 1931 : La Ruée vers l'Ouest (Cimarron) de Wesley Ruggles : Felice Venable
- 1931 : La Princesse amoureuse (The Royal Bed) de Lowell Sherman
- 1931 : Transgression de Herbert Brenon : Honora Maury
- 1931 : Resurrection de Edwin Carewe
- 1932 : Okay, America! de Tay Garnett : Mrs. Drake